# Hospital Galba Velloso
O Hospital Galba Velloso (HGV) foi criado em 25 de janeiro de 1961 durante a gestão de Austregésilo Ribeiro de Mendonça, e iniciou suas atividades em maio de 1962, sob a diretoria de Hélio Durães de Alkmim, com caráter público e assistencial prestando serviços na área da saúde mental. Seu nome foi escolhido em homenagem ao Dr. Galba Moss Velloso, importante psiquiatra e livre-docente da Faculdade de Medicina da Universidade Federal de Minas Gerais. 
Provedor de atividades de formação e pesquisa, o HGV se tornou referência nacional em psicofarmacologia e em modelos terapêuticos na década de 1960. Foi também a primeira residência em Psiquiatria de Minas Gerais, e realizava intercâmbio com a Clínica Pinel de Porto Alegre e com o Setor de Psicologia Social da Universidade Federal de Minas Gerais (UFMG). Quando de sua criação, acolheu a clientela feminina indigente encaminhada pelo Instituto Raul Soares.
Ao longo de seu desenvolvimento, o HGV passou por diversas transformações, dentre elas, a Reforma Psiquiátrica Brasileira. Neste contexto, implantou outros serviços tendo como figura expoente deste processo o psiquiatra César Rodrigues Campos.   
Desde outubro/2020, em virtude da pandemia de COVID-19, foi revocacionado para o perfil assistencial de retaguarda de CLÍNICA MÉDICA aos hospitais de referência da Rede FHEMIG e CINT/PBH.   